# هفت‌تیر (فیلم ۲۰۰۵)
هفت‌تیر (به انگلیسی: Revolver) یک فیلم اکشن، جنایی و دلهره‌آور محصول سال ۲۰۰۵ به نویسندگی و کارگردانی گای ریچی با بازی جیسون استاتهام، ری لیوتا، وینسنت پاستوره و آندره بنجامین است. تمرکز فیلم بر روی یک حقه‌باز انتقام‌جوی اعتماد به نفس است که سلاحش فرمولی جهانی است که پیروزی را برای کاربرش تضمین می‌کند، زمانی که در هر بازی یا ترفندی به کار گرفته شود.
این چهارمین فیلم بلند گای ریچی و سومین فیلم بلند ریچی که به جنایت و جنایتکاران حرفه‌ای می‌پردازد، اما همچنین دارای فلسفه قوی و محتوای اخلاقی بودایی است. این فیلم در ۲۲ سپتامبر ۲۰۰۵ در سینماهای بریتانیا اکران شد. در باکس آفیس ضعیف عمل کرد و نقدهای منفی دریافت کرد، و طرفداران کمی در میان طرفداران فیلم‌های جنایی قبلی ریچی به دست آورد. در ۷ دسامبر ۲۰۰۷ در تعداد محدودی از سینماهای ایالات متحده منتشر شد.

## خلاصه داستان
جیک گرین (جیسون استاتهام) بعد از هفت سال، از زندان آزاد می‌شود. او طی دو سال از راه قمار پول زیادی بدست می‌آورد و اکنون آماده است تا از کسی که او را به زندان انداخته بود، انتقام بگیرد.

## بازخوردها
- این فیلم عموماً توسط منتقدان مورد انتقاد قرار گرفت و آنرا اثری متظاهرانه با داستانی بیش از حد پیچیده دانستند. در سایت راتن تومیتوز، بر اساس نقدهای ۶۷ منتقد، ۱۳٪ از آن راضی هستند و میانگین امتیاز فیلم ۳٫۵ از ۱۰ است. نظر کلی این است: «گای ریچی در تلاش برای ترکیب فرمول‌های موفق قبلی خود با تفکرات فلسفی، فیلمی نامنسجم و ناموفق ارائه داده است.»[۵]
- تا ۲۰ دسامبر ۲۰۰۵، این فیلم ۶٫۸۱۱٫۹۲۵ دلار فروش داشته است.[۶]